# 帕维尔·别利亚耶夫
帕维尔·伊万诺维奇·别利亚耶夫（俄語：Павел Иванович Беляев，1925年6月26日—1970年1月10日），苏联军事飞行员、宇航员。1965年和列昂诺夫搭档执行上升2号太空任务，并见证了列昂诺夫的首次人类太空行走。

## 生平
1925年生于北德维纳省切利谢沃，1938年随家人搬至卡缅斯克-乌拉尔斯基。1943年参加苏联红军，1945年毕业于斯大林海军飞行员学校，同年8月参加苏日战争。1959年毕业于莫尼诺红旗空军学院，荣升近卫少校。1960年入选宇航员队伍，是同组人员中年龄最大的一位。此后，他接受了上升计划的培训。1962年晋升中校。1965年3月晋升上校。
1965年3月18日，别利亚耶夫作为指令长，与列昂诺夫搭档，执行上升2号任务。在该任务中，别利亚耶夫操控飞船，列昂诺夫拴着5米长的安全绳离开飞船，完成了首次人类太空行走。在返回的过程中，自动驾驶系统又出现故障，太空舱开始不受控制地滚动，两人只能手动驾驶飞船，疯狂地翻滚直到降落伞打开。
1969年12月，别利亚耶夫病倒了。他被送往医院并诊断出消化性溃疡出血。他似乎是为了不离开宇航员队伍，而刻意隐藏了自己的疾病。随后的一个月里，他接受了简单的手术，但出现了并发症并最终导致病情恶化。1970年1月10日，因手术导致的腹膜炎抢救无效逝世，终年44岁。苏联政府准备将其葬于克里姆林宫红场墓园，但遭到了遗孀的拒绝。他最终被葬于新圣女公墓。

## 荣誉
- 蘇聯英雄（1965年3月23日）
- 列寧勳章（1965年3月23日）
- 红星勋章（1961年6月17日）
- 戰功獎章（1953年11月11日）

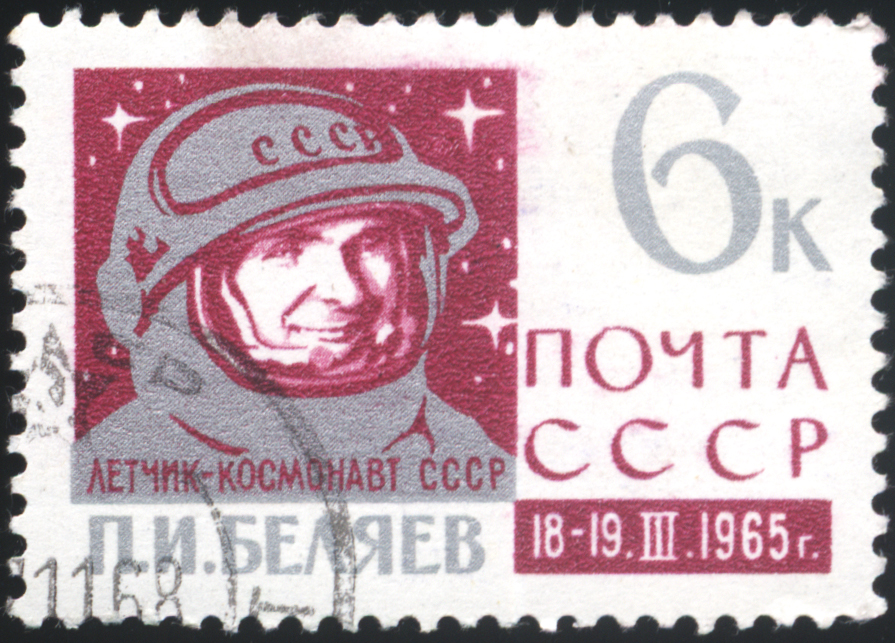
1965年苏联邮票

- 衛國戰爭戰勝德國獎章（1945年5月9日）
- 戰勝日本獎章（1945年9月30日）
- 衛國戰爭中忘我勞動獎章（1965年5月25日）
- 开垦处女地奖章（1965年3月19日）
- 保加利亚人民共和国社会主义劳动英雄（1965年）
- 格奥尔基·季米特洛夫勋章（1965年）
- 越南劳动英雄（1965年）
- 蒙古人民共和国英雄（1967年）
- 苏赫巴托尔勋章（1967年）
- 卡尔·马克思勋章（1965年）
- 拜科努尔荣誉市民（1977年追授）[5]

## 纪念
- 月球背面的别利亚耶夫环形山以其命名（1970年）
- 小行星2030以其命名（1978年）

## 家庭
- 父亲：伊万·帕尔梅诺维奇·别利亚耶夫（1895年－1959年）
- 母亲：阿格拉费娜·米哈伊洛夫娜·别利亚耶娃（1899年7月7日－1963年3月）
- 妻子：塔季扬娜·菲利波夫娜·别利亚耶娃（娘家姓：普里卡兹奇波娃）（1929年10月29日－2020年6月6日[6]），1948年结婚，曾任加加林宇航员培训中心博物馆第一任馆长。
- 女儿：
  - 伊琳娜·帕夫洛夫娜·别利亚耶娃（1949年10月27日－）
  - 柳德米拉·帕夫洛夫娜·别利亚耶娃（1955年3月20日－）